# Памятник 15-му уланскому полку
Памятник 15-му уланскому полку (пол. Pomnik 15. Pułku Ułanów Poznańskich) — памятник, находящийся в городе Познань (Польша) на углу улиц Людгарды и Падеревского непосредственно возле францисканского монастыря и Национального музея. Памятник посвящён военнослужащим познанского 15-го уланского полка, сражавшимися во время советско-польской войны в 1920 году с советскими войсками и во время Второй Мировой войны в 1939 году в составе «Армии Познань».

## История
Современный памятник является копией памятника, открытого в 1927 году. Авторами первого памятника были скульпторы Мечислав Любельский и Адам Балленштедт. В 1939 году памятник был разрушен немецкими оккупационными властями и в 1982 году был восстановлен. Авторами копии стали Юзеф Мурлевкий и Бенедикт Клашня.
Первый памятник стоял на улице Грюнвальдской возле казарм уланского полка, но по желанию горожан был перенесён на более открытое место.

## Символика
Памятник создан по аналогии с иконографией Георгия Победоносца, являющегося покровителем 15-го уланского полка. Первоначальный памятник, установленный до II Мировой войны, отличался от сегодняшней копии наличием дракона, которого поражал копьём сидящий на коне всадник. На драконе была надета шапка с красной звездой.

## В настоящее время
В настоящее время площадь возле памятника является одним из важнейших мест Познани. Возле этого памятника проходят знаменательные городские мероприятия (например, дни Улана).